# Razem
Partia Razem (Partiet Tillsammans), också känt som Razem (Tillsammans), är ett socialdemokratiskt parti i Polen, som bildades den 16 maj 2015.
Razem prioriterar i synnerhet lönearbetares rättigheter. Razems politik betonar också starkt jämställdhet, och partiet tillämpar intern kvotering baserad på kön. Partiet grundades delvis som en reaktion på det postkommunistiska Demokratiska vänsterförbundets dominans inom polsk vänsterpolitik, och inspiration kom bland annat från det spanska partiet Podemos, medan partiets ekonomiska program ska ha influerats av den svenska modellen.
Razem ställer sig starkt kritiska till Lag och rättvisas regering och deras förslag på konstitutionell reform, men har även kritiserat medborgarorganisationen Kommittén till försvar för demokratin för att vara en del av samma överordnade högerideologi. Partiet har däremot varit drivande i att organisera protester mot inskränkningar i abortlagen.
Partiet har ingen enstaka ordförande. Styrelsen består av fem personer: Anna Górska, Bartosz Grucela, Paulina Matysiak, Maciej Szlinder, Joanna Wicha.